# Charles Ndongo
Pour les articles homonymes, voir Ndongo.
Charles Ndongo est un journaliste camerounais. En fin de carrière, il dirige la chaîne de télévision nationale CRTV.

## Biographie

### Formation
Charles Ndongo est diplômé de l’ancienne École supérieure internationale de Yaoundé (Esijy), devenue Esstic, depuis 1981.

### Carrière

#### Journaliste
Il fait toute sa carrière à la Crtv où il débute aux côtés de présentateurs du journal télévisé et chroniqueurs comme Denise Epoté, Eric Chindjé, Alain Bélibi, ...Charles Ndongo devait aller à la retraite à 55 ans. Il a bénéficié de deux prorogations de deux ans accordées par le président de la République.

#### Reporter du président
Charles Ndongo est le « journaliste du président », pour l'avoir accompagné pendant des années et fait des reportages spéciaux dans le pays ou à l’étranger.
Il était directeur central Tv, poste créé dans le processus d’éclatement de la Crtv en plusieurs chaînes de télévision.

#### Directeur de la Crtv
Nommé le 29 juin 2016 par décret présidentiel de Paul Biya directeur général de la CRTV, Charles Ndongo remplace Amadou Vamoulké qui l'a dirigé durant 11 ans. Il est chargé de poursuivre la réforme de la CRTV et terminer le passage à la télévision numérique terrestre.

#### Écrivain
- Paul Biya et Charles Ndongo, Un nouvel élan, Africa Multi Media, 1er janvier 1997 (lire en ligne)